# Lu AA-33810
Lu AA-33810は、ルンドベックが開発した薬品で、神経ペプチドY受容体Y5に対する強力な選択的アンタゴニストである。Kiは1.5nMで、関連する Y1 と Y2 および Y4 受容体に対する選択性は約 3300 倍である。動物実験において、食欲抑制作用、抗うつ作用および抗不安作用がみられ、摂食障害治療における医療応用について研究が進められている。